# کومسومولسکی (آستراخان)
کومسومولسکی (به لاتین: Komsomolsky) یک منطقهٔ مسکونی در روسیه است که در استان آستراخان واقع شده است.